# Trullula olivascens
Trullula olivascens är en svampart som först beskrevs av Pier Andrea Saccardo, och fick sitt nu gällande namn av Pier Andrea Saccardo 1884. Trullula olivascens ingår i släktet Trullula, divisionen sporsäcksvampar och riket svampar.   Inga underarter finns listade i Catalogue of Life.